# Selehovi járás

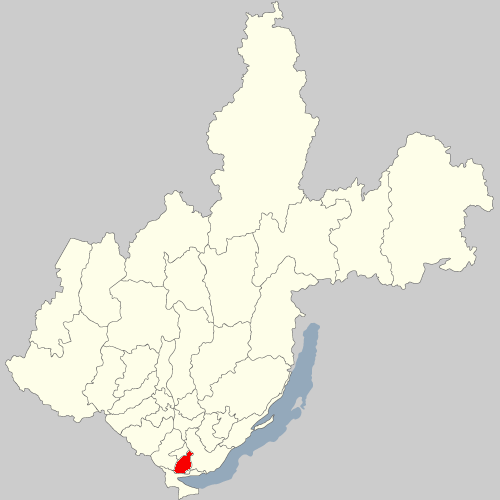
A Selehovi járás az Irkutszki területen

A Selehovi járás (oroszul Ше́леховский райо́н) Oroszország egyik járása az Irkutszki területen. Székhelye Selehov.

## Népesség
- 2002-ben 11 836 lakosa volt.
- 2010-ben 62 378 lakosa volt, melyből 56 695 orosz, 637 ukrán, 474 tatár, 416 burját, 160 fehérorosz, 106 üzbég stb.